# Perinereis floridana
Perinereis floridana är en ringmaskart som först beskrevs av Ehlers 1868.  Perinereis floridana ingår i släktet Perinereis och familjen Nereididae.
Artens utbredningsområde är Mexikanska golfen. Inga underarter finns listade i Catalogue of Life.